# Microchilus huangobioensis
Microchilus huangobioensis är en orkidéart som beskrevs av Paul Ormerod. Microchilus huangobioensis ingår i släktet Microchilus och familjen orkidéer. Inga underarter finns listade i Catalogue of Life.